# Ruth Reinecke

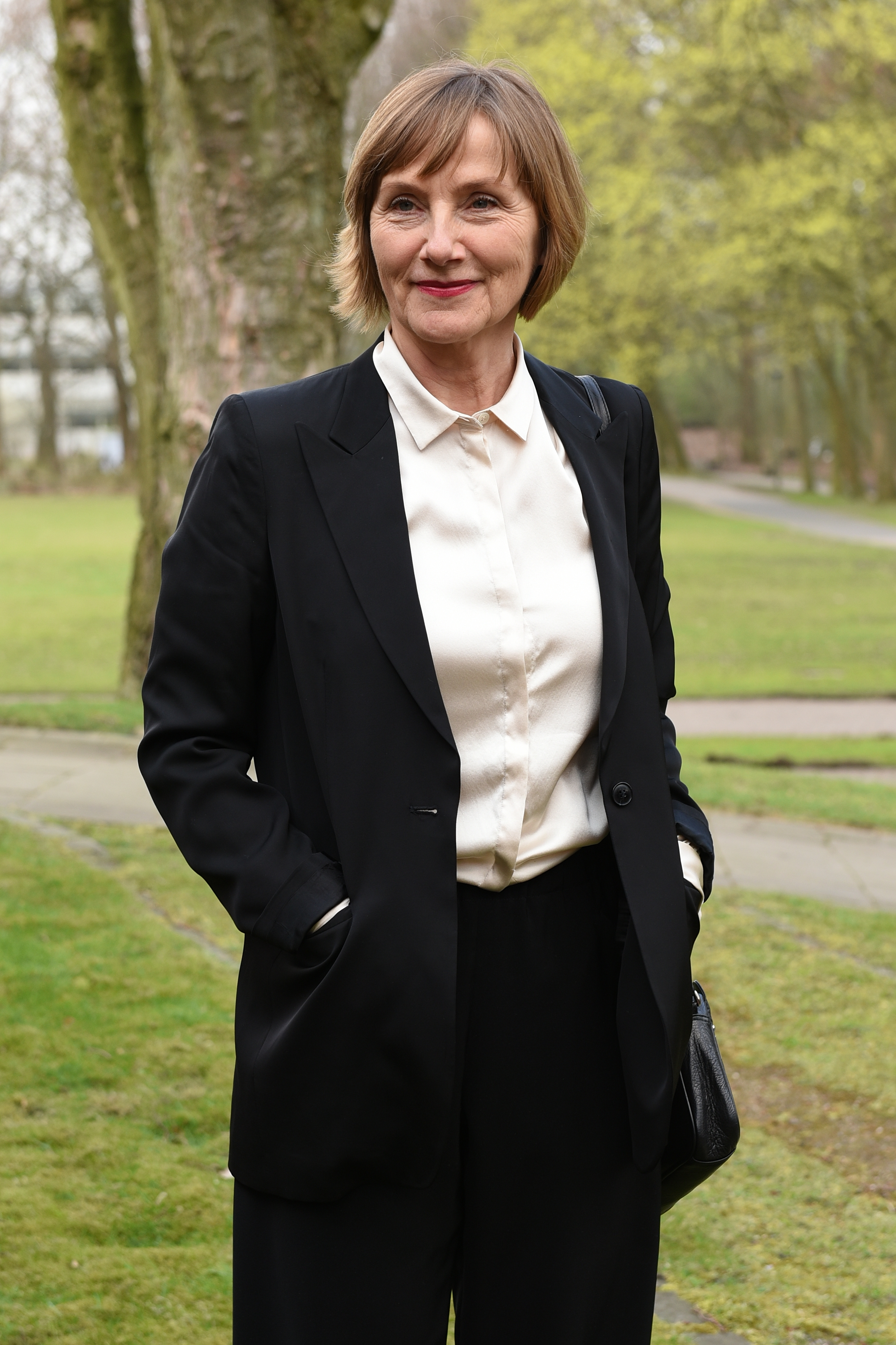
Ruth Reinecke (2016)

Ruth Reinecke (* 11. Januar 1955 in Berlin) ist eine deutsche Hörbuchsprecherin, Hörspielsprecherin und Schauspielerin auf der Theaterbühne und im Fernsehen.

## Leben
Ihre Schauspielausbildung absolvierte Ruth Reinecke bis 1976 an der Staatlichen Schauspielschule Berlin, der heutigen Hochschule für Schauspielkunst Ernst Busch. Ihr erstes Engagement hatte sie am Staatstheater Schwerin.
Seit 1979 ist sie am Berliner Maxim Gorki Theater engagiert. Ihre ersten Erfolge hatte sie in Inszenierungen von Christoph Schroth, Thomas Langhoff, Rolf Winkelgrund; ebenfalls arbeitete sie mit B.K.Tragelehn, Sebastian Baumgarten, Jan Bosse, Stefan Bachmann u. v. a. Sie führte 2002 Regie bei der szenischen Lesung „Der Kommunismus nacherzählt für Geisteskranke“. Sie entwickelte und spielte von 2003 bis 2005 den Soloabend „Ist ein wenig Selbsttäuschung nicht lebensnotwendig“ (Texte von Maxie Wander) sowie 2005 den Soloabend „Und plötzlich stürzt das Meer ins Zimmer“ (Texte von Inge Müller).
Sie arbeitet regelmäßig für das Fernsehen und war zwischen 2010 und 2018 in der erfolgreichen Serie Weissensee in der Rolle der Marlene Kupfer unter Regie von Friedemann Fromm zu sehen.
Reinecke lebt in Berlin.

## Theater (Auswahl)
- 1979–1987: Drei Schwestern, Einer flog übers Kuckucksnest, Sommernachtstraum u. a.
- 1988: Die Übergangsgesellschaft
- 1991: Leben Gundlings Leben Schlaf Traum
- 1995: Slawen
- 1997: Die Ratten (Regie: Uwe Eric Laufenberg)
- 1997: Der Hauptmann von Köpenick (Regie: Katharina Thalbach)
- 1999: Schlachthaus
- 2000: Wilhelm Tell
- 2001: Merkels Brüder
- 2002: Das Karussell
- 2003: Nachtasyl
- 2004–2005: Amerika (nach Kafka)
- 2004–2005: Vor Sonnenuntergang
- 2005: Das weite Land
- 2006: Berlin: ein Meer des Friedens
- 2006: Das Käthchen von Heilbronn oder die Feuerprobe (Regie: Armin Petras)
- 2007: Kabale und Liebe
- 2007: Maria Magdalena
- 2008: Der Zauberberg
- 2009: Im Rücken die Stadt
- 2010: Fieber
- 2010: Die Blechtrommel
- 2011: Jeder stirbt für sich allein
- 2013: Kirschgarten
- 2014: Angst essen Seele auf

## Film (Auswahl)
- 1983: Taubenjule
- 1984: Auf dem Sprung
- 2016: Toni Erdmann
- 2017: Kundschafter des Friedens
- 2019: Hüftkreisen mit Nancy

## Fernsehen (Auswahl)
- 1979–1980: Guten Morgen, du Schöne: Ute
- 1980: Am grauen Strand, am grauen Meer
- 1981: Krisis
- 1981: Zwei Freunde in Preußen (Fernsehfilm)
- 1981: Polizeiruf 110: Harmloser Anfang (Fernsehreihe)
- 1984: Polizeiruf 110: Das vergessene Labor
- 1984: Drei Schwestern
- 1986–1989: Der Staatsanwalt hat das Wort (Fernsehspielreihe, zwei Folgen)
- 1987: Die letzte Begegnung
- 1990: Drei Wohnungen
- 1990: Die Übergangsgesellschaft (TV-Aufzeichnung 1990)
- 1998: Hallo, Onkel Doc! (Fernsehserie)
- 2001: Doppelter Einsatz (Fernsehserie)
- 2001: Im Namen des Gesetzes (Fernsehserie)
- 2002: Abschnitt 40 (Fernsehserie)
- 2002: Der Fußfesselmörder
- 2003: Tatort – Leyla (Fernsehreihe)
- 2003: Doppelleben
- 2005: Noch einmal leben
- 2005: 8 Days
- 2005: Sieh zu, dass du Land gewinnst
- 2005: Meine Mutter tanzend
- 2007: GSG 9 – Ihr Einsatz ist ihr Leben
- 2007: Polizeiruf 110: Keiner schreit (Fernsehreihe)
- 2007: Erlkönig
- 2010–2018: Weissensee (Fernsehserie)
- 2013: Tatort – Gegen den Kopf
- 2013: Du bist dran
- 2014: Die Toten von Hameln
- 2015: Tod auf der Insel
- 2016: Wunschkinder
- 2018: Oma ist verknallt
- 2019: Mit der Tür ins Haus
- 2020: Papa auf Wolke 7
- 2021: Erzgebirgskrimi: Der Tote im Burggraben
- 2021: Wenn das fünfte Lichtlein brennt
- 2021: Die Luft, die wir atmen
- 2022: Karla, Rosalie und das Loch in der Wand

## Hörspiele
- 1981: Günter Eich: Träume – Regie: Peter Groeger (Hörspiel – Rundfunk der DDR)
- 1983: Hans Christian Andersen: Die Schneekönigin (Räubermädchen) – Regie: Rainer Schwarz (Kinderhörspiel – Litera)
- 1990: Jan Eik: Der letzte Anruf (Sonja Gottschalk) – Regie: Barbara Plensat (Hörspiel – Funkhaus Berlin)
- 1991: Jacob Grimm/Wilhelm Grimm: Sex-Märchen zur Nacht (Rotkäppchen) – Regie: Barbara Plensat (Märchen für Erwachsene – Funkhaus Berlin)

## Hörbücher (Auswahl)
- 2020: Das Haus der Frauen von Laetitia Colombani (gemeinsam mit Andrea Sawatzki), Argon Verlag, ISBN 978-3-8398-1782-7
- 2021: Vom Aufstehen: Ein Leben in Geschichten von Helga Schubert, Argon Verlag, ISBN 978-3-8398-1895-4
- 2022: Ein völlig anderes Leben von Lisa Quentin, Der Audio Verlag, ISBN 978-3-7424-2378-8 (gemeinsam mit Jodie Ahlborn)
- 2023: Der heutige Tag von Helga Schubert, Argon Verlag, ISBN 978-3-8398-2049-0
- 2025: Von hier aus weiter von Susann Pásztor, Argon Verlag, ISBN 978-3-8398-2161-9

## Auszeichnungen
- 2016: Grimme-Preis für Weissensee